# الشبكة (كوكبة)

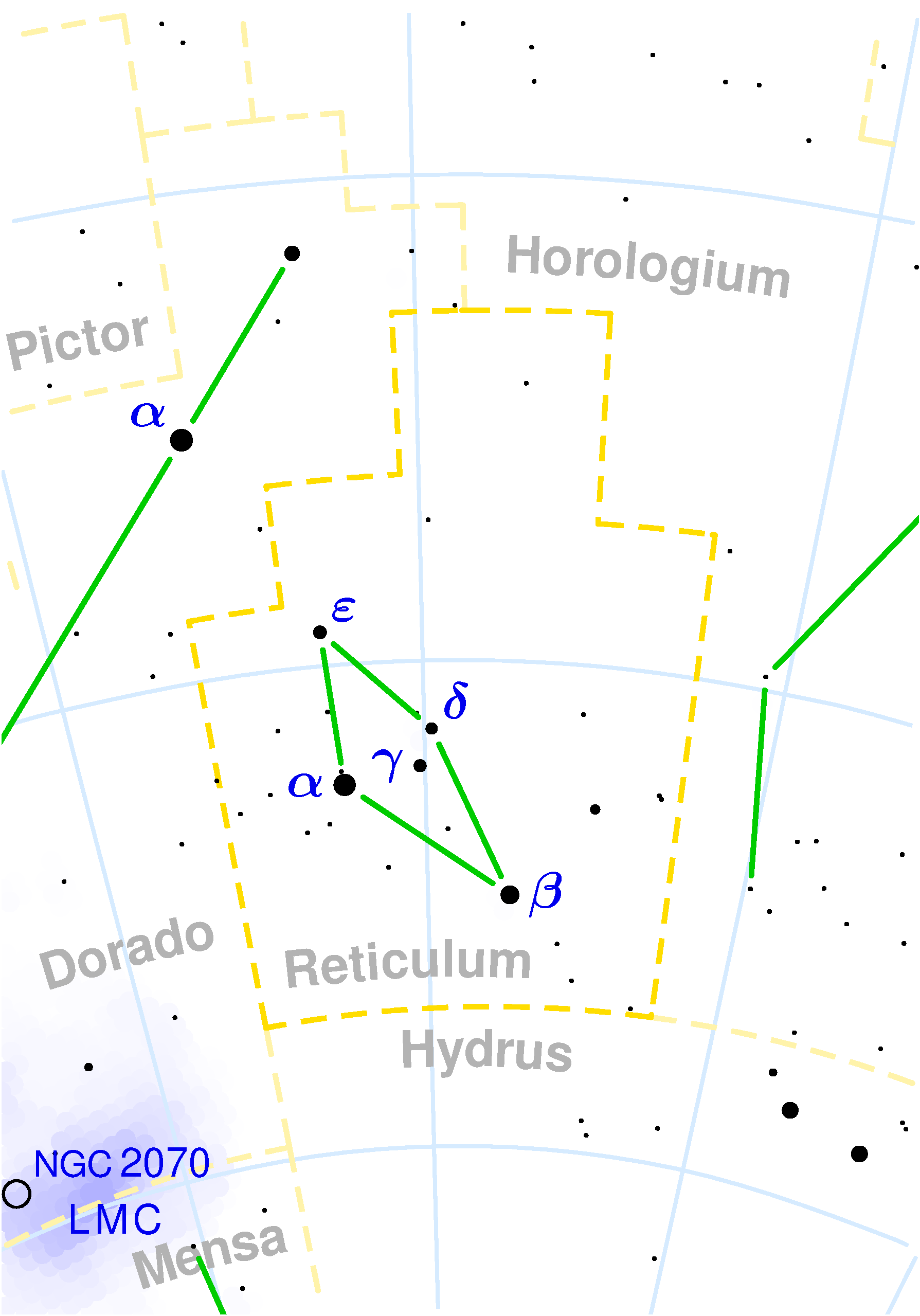
كوكبة الشبكة / Reticulum.

كوكبة الشبكة (باللاتينية: Reticulum) هي كوكبة في سماء الجزء الجنوبي من الكرة الأرضية إلى الجنوب من سحابة ماجلان الكبرى.